# Dança da chuva

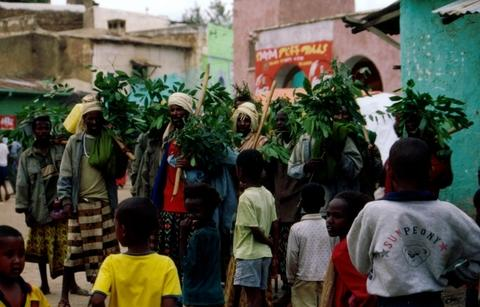
Dança da chuva em Harar, na Etiópia.

A dança da chuva é um tipo de dança ritual que é habitualmente executada em certas comunidades com a finalidade de propiciar chuvas para a colheita.
Apesar do conhecimento popular acreditar que tal ritual funciona, não existe comprovação científica que corrobore com a ideia de que seres humano possam intervir diretamente na precipitação de chuva através de movimentos artísticos feitos no solo, sendo portanto, nada mais que uma representação cultural de cunho puramente artístico, embora algumas culturas realmente acreditem em seus efeitos.